# ديبورا لوري
ديبورا لوري (بالإنجليزية: Deborah Lurie)‏ هي مؤلفة موسيقى تصويرية وملحنة ومنتجة أسطوانات أمريكية، ولدت في 9 مارس 1974 في بوسطن في الولايات المتحدة.

## وصلات خارجية
- الموقع الرسمي
- ديبورا لوري على موقع IMDb (الإنجليزية)
- ديبورا لوري على موقع ألو سيني (الفرنسية)
- ديبورا لوري على موقع ميوزك برينز (الإنجليزية)
- ديبورا لوري على موقع أول موفي (الإنجليزية)
- ديبورا لوري على موقع بوكس أوفيس موجو (الإنجليزية)
- ديبورا لوري على موقع قاعدة بيانات الأفلام السويدية (السويدية)
- ديبورا لوري على موقع ديسكوغز (الإنجليزية)
- ديبورا لوري على موقع قاعدة بيانات الفيلم (الإنجليزية)
- ديبورا لوري على موقع كينوبويسك (الروسية)